# Festival musique et neige
Le festival musique et neige est un festival suisse de musique classique qui se déroule chaque année aux Diablerets et dans le hameau de Vers l'Église, dans le canton de Vaud.

## Histoire
Le festival, organisé depuis 1970, propose différents concerts qualifiés « de grande qualité » dans une ambiance « où règne simplicité, accueil et amitié ». Un accent particulier est mis dans le contact avec la population locale, les enfants du village ayant par exemple la possibilité d'assister aux répétitions et de rencontrer les artistes.
Ce festival est inscrit dans la liste des traditions vivantes du canton de Vaud, sous la rubrique « arts du spectacle - festivals ».

## Concert
Traditionnellement, le premier concert du festival se tient le 1er janvier, à la maison des congrès des Diablerets. Les concerts suivants sont organisés les samedis, au temple de Vers-l’Église (lui-même classé comme bien culturel suisse d'importance nationale), jusqu'au mois de mars.